# Fay (Sarthe)
Fay település Franciaországban, Sarthe megyében. Lakosainak száma 736 fő (2022. január 1.). Fay Chaufour-Notre-Dame, Souligné-Flacé, Trangé, Étival-lès-le-Mans és Pruillé-le-Chétif községekkel határos.

## Népesség
A település népességének változása:
| Lakosok száma | 604  | 617  | 655  | 668  | 694  | 705  | 716  | 720  | 736  |
|               | 2013 | 2015 | 2016 | 2017 | 2018 | 2019 | 2020 | 2021 | 2022 |